# Steve Awodey

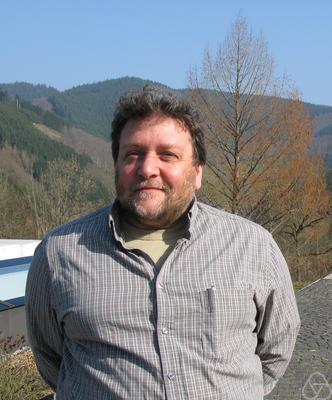
Steve Awodey

Steven M. Awodey (1959) is een Amerikaans wiskundige en wiskundige filosoof. Hij is hoogleraar filosofie en wiskunde aan de Carnegie Mellon University. 

## Biografie
Awodey studeerde wiskunde en filosofie aan de Universiteit van Marburg en de Universiteit van Chicago. Hij behaalde zijn doctoraat in Chicago met Saunders Mac Lane als promotor in 1997. Hij is een actief onderzoeker op het gebied van categorietheorie en logica, en heeft ook geschreven over de filosofie van de wiskunde. Hij is een van de grondleggers van homotopietypentheorie. Hij was lid van de School of Mathematics van het Institute for Advanced Study in 2012-2013. 